# Elisabeth Bergner
Elisabeth Bergner (22 de agosto de 1897 – 12 de maio de 1986), nasceu Elisabeth Ettel, em Viena, foi uma atriz alemã de cinema e teatro.
Ela começou a atuar em Insbruque, com apenas 15 anos. Em Viena, trabalhou como modelo, posando para Wilhelm Lehmbruck, um escultor e grafista alemão, com quem se apaixonou por ela. Mais tarde, mudou-se para Munique e Berlim. Em 1923, ela fez seu primeiro filme, Der Evangelimann. Com a chegada dos nazistas ao poder, Bergner e seu marido, Paul Czinner, ambos judeus, mudaram-se para Londres.
Seu filme Catalina de Rusia, foi proibido na Alemanha por origem étnico do seu protagonista. Foi candidata ao Oscar na categoria de melhor atriz para o filme Escape Me Never (1935).
Ela retornou à Alemanha, em 1954, onde atuou em alguns filmes e teatro. Faleceu em Londres, Reino Unido, em 12 de maio de 1986, com a idade de 88 anos.